# Janet Yarsley
Janet Lambert Yarsley – australijska judoczka.
Srebrna medalistka mistrzostw Oceanii w 1975. Mistrzyni Australii w 1969, 1971 i 1973 roku.